# 파크루딘 알리 아메드
파크루딘 알리 아메드(힌디어: फ़ख़रुद्दीन अली अहमद, 1905년 5월 13일~1977년 2월 11일)는 인도의 변호사이자 정치인으로 1974년부터 1977년까지 인도의 5대 대통령을 지냈다. 그는 재임 중에 사망한 인도의 두 번째 대통령이었다.

## 어린 시절
파크루딘 알리 아메드는 1905년 5월 13일, 인도 올드델리 하우즈카지에서 태어났다. 그의 아버지 잘누르 알리 아메드 대령은 아삼계 이슬람교도였으며 의학박사 학위를 가진 최초의 아삼계 사람이었다. 그의 어머니 사히브자디 루카이야 술탄은 로하루의 나와브 가문의 딸이었다. 아메드의 할아버지인 할릴루딘 아메드는 파르시 포리아 가문 출신으로 아삼 고리아 민족 공동체 출신이다. 할릴루딘 아메드의 조부는 중세 델리에서 아삼주로 데려와 무굴 황제로부터 받은 편지를 번역하고 파시아어로 된 무굴 궁정에 편지와 통신문을 쓰는 일을 하기 위해 아삼 역사에서 그의 가족은 파르시 포리아 가문이라고 불리게 되었다. 그의 가족은 나중에 아삼의 고리아 민족에 동화되어 고리아 공동체의 일부가 되었다. 할릴루딘 아메드 가문은 원래 현재의 아삼주 시브사고르구 구르가온에서 버마의 잔학 행위를 피해 아삼주의 골라갓구 카차리하트 마을로 도망쳤다. 1840년 할릴루딘 아메드는 구와하티로 이주했다. 파크루딘 알리 아메드의 아버지 잘누르 알리 아메드는 1848년 7월 19일에 태어났다. 파크루딘 알리 아메드는 우타르프라데시주 부다운의 셰이쿠푸르 출신의 무슬림 소녀 베굼 아비다 아메드와 결혼했다. 아메드는 델리의 세인트 스테판 대학교와 케임브리지 대학교의 세인트캐서린스 칼리지에 다녔다. 그는 런던 이너 템플에서 변호사로 호출되어 1928년 라호르 고등법원에서 변호사를 시작했다.

## 정치 경력
그는 1925년 영국에서 자와할랄 네루를 만났다. 그는 인도 국민회의에 가입했고 인도 독립운동에 적극적으로 참여했다. 1942년 인도를 떠나라 운동 중 체포되어 징역 3+1/2년을 선고받았다. 그는 1936년 아삼프라데시 의회 위원회와 1947년부터 1974년까지 AICC의 위원이었으며, 1948년 고피나스 보르돌로이 재무, 세입, 노동부 장관을 지냈다.
1952년부터 1953년까지 라지야 사바로 선출되어 아삼 정부의 수반이 되었다. 1957년부터 1962년까지 아삼 의회 의원직을 맡았으며, 1962년부터 1967년까지 야니아 선거구를 대표하여 국회의원으로 선출되었다.
1967년과 1971년 다시 바르페타 선거구 아삼주를 대표하여 로크 사바에 선출되었다. 중앙 내각에서 그는 식량 농업, 협동, 교육, 산업 개발 및 회사법과 관련된 중요한 포트폴리오를 받았다.

## 대통령직
1974년 인디라 간디 총리가 아메드를 대통령으로 선출했고, 1974년 8월 20일, 그는 인도 대통령으로 선출된 두 번째 이슬람교도가 되었다. 그는 같은 날 인디라 간디와 면담을 마친 뒤 자정에 서류에 서명하는 등 비상사태 선포를 한 것으로 알려졌다. 그는 1975년 인도의 비상사태가 선포되자 국가원수로서 헌법상의 권한을 이용해 법령으로 통치할 수 있도록 했다.
그는 1975년 수단 방문으로 인도 외교관들 사이에서 잘 알려져 있다.

## 사망
1977년 2월 11일, 아메드는 나마즈 기도 참석을 준비하던 중 사무실에서 쓰러져 사망했다. 그의 사인은 심장마비였다. 오늘날, 그의 무덤은 인도 의회 건너편 뉴델리 산사드 차우크에 있는 선하리 마스지드 옆에 있다.